# أرييل سالاس
أرييل سالاس (بالإسبانية: Ariel Salas)‏ هو لاعب كرة قدم تشيلي في مركز الوسط، ولد في 9 أكتوبر 1976 في تشيلي. لعب مع ديبورتيس ماجالانز.